# Thomas Farriner

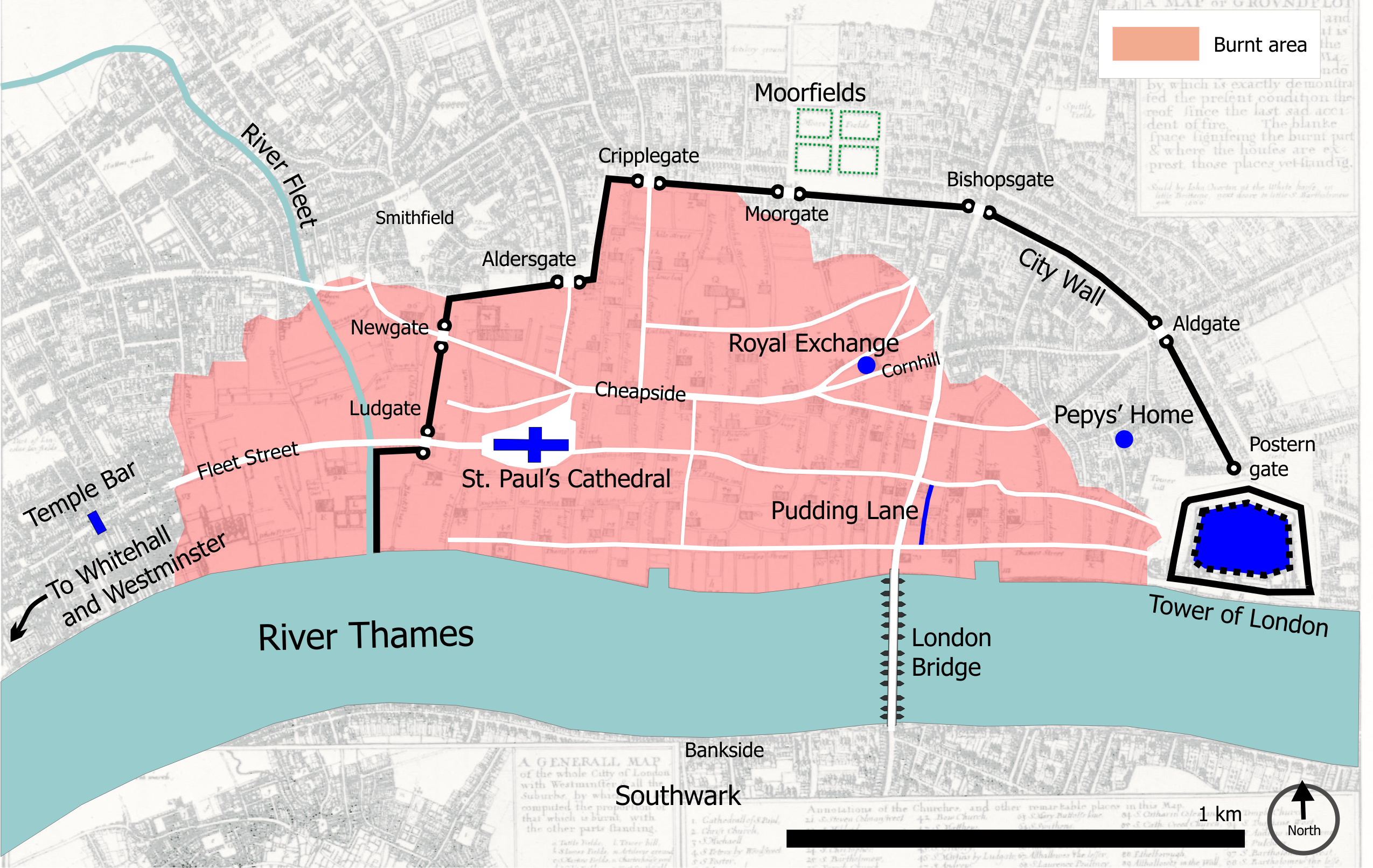
Carte du grand incendie

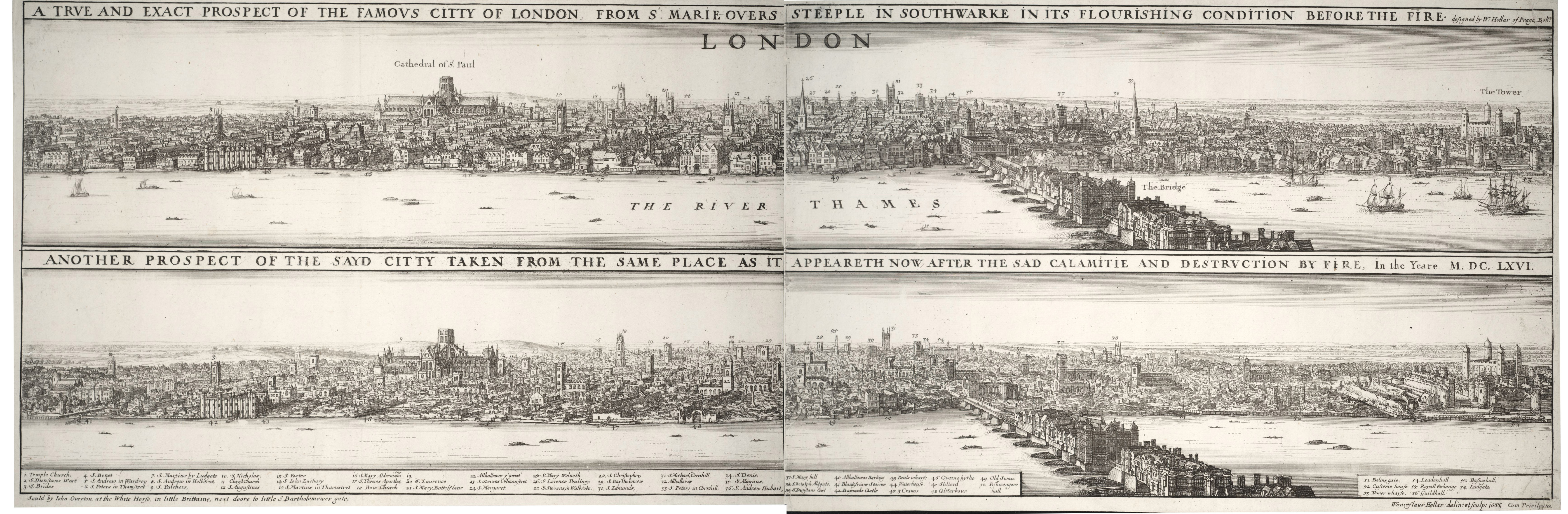
Wenceslas Hollar, Londres avant et après l'incendie

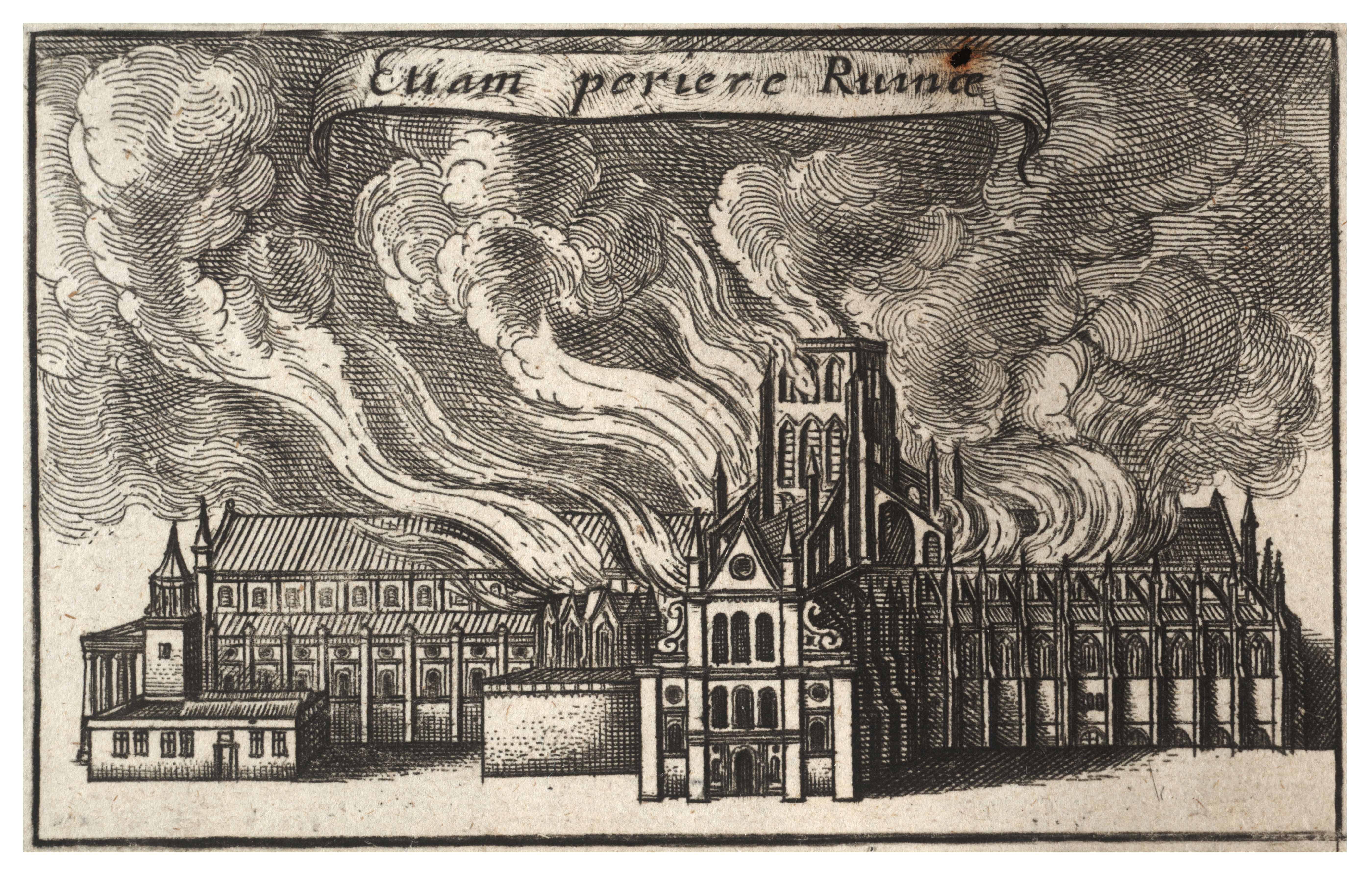
Wenceslas Hollar, St Paul's en flammes (Lex ignea)

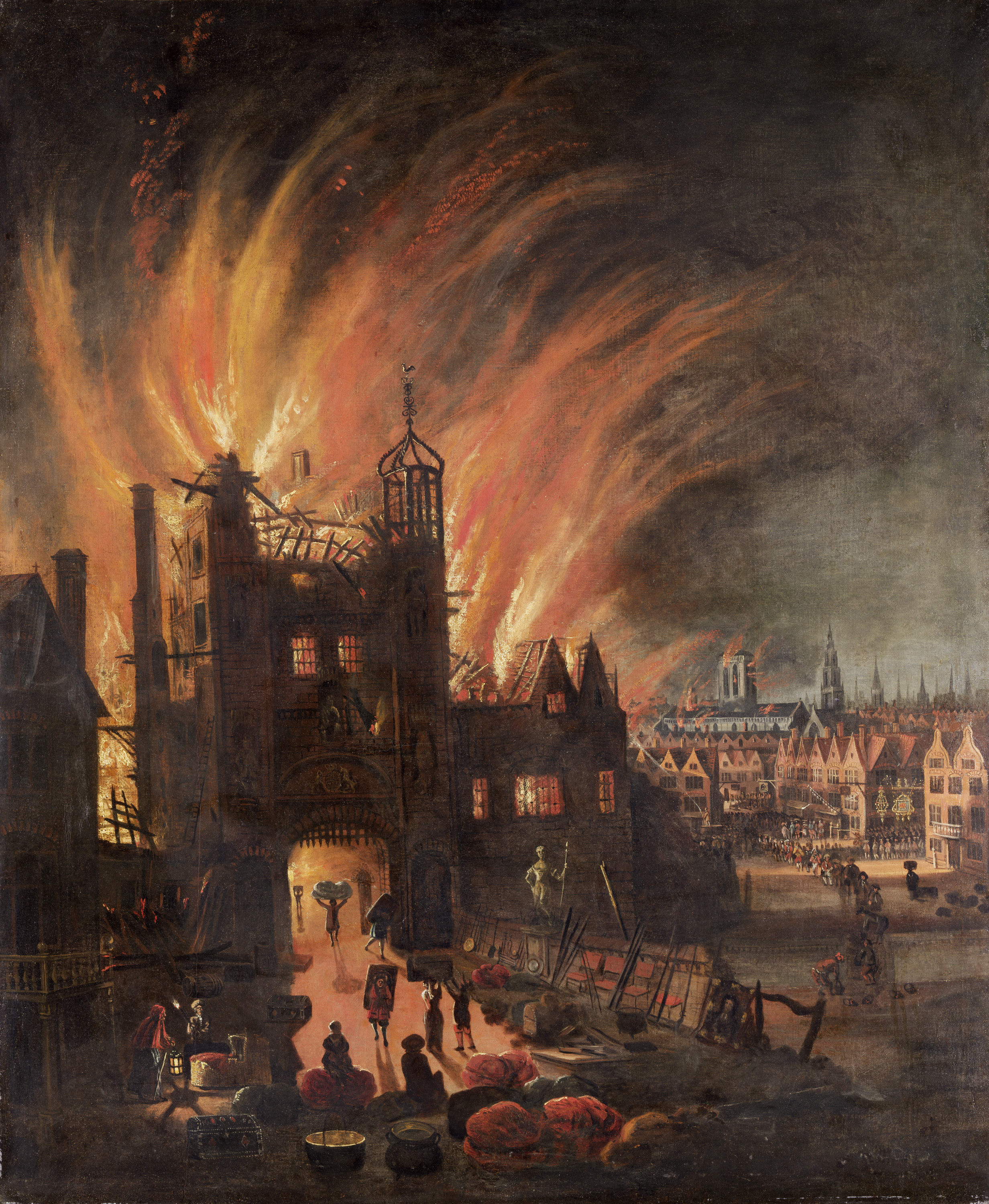
Le grand incendie de Londres, avec Ludgate et Old St. Paul's. (c. 1670)

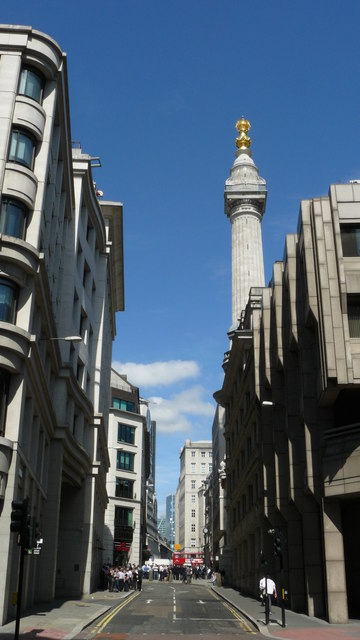
Pudding Lane avec la colonne commémorative marquant le point d'allumage de l'incendie de Londres.

Thomas Farriner (c. 1615 - 20 décembre 1670) est un boulanger de Londres du XVIIe siècle.
Sa boulangerie à Pudding Lane a été le départ de feu du grand incendie de Londres le 2 septembre 1666,. 

## Biographie
Farriner a rejoint la Baker's Company en 1637 et avait sa propre boutique en 1649. Au moment du grand incendie de Londres, Thomas Farriner est un boulanger bien connu de la ville de Londres, qui fournit du pain à la Royal Navy pendant les Guerres anglo-néerlandaises . Il est également marguillier. 
Thomas Farriner et ses enfants ont réussi à échapper au feu, mais leur femme de chambre est morte dans les flammes. 
Après l'incendie, il s'est réinstallé à Pudding Lane. Avec ses enfants, il a signé le projet de loi accusant le français Robert Hubert d'avoir déclenché l'incendie. 
Farriner est décédé en 1670, un peu plus de 4 ans après l'incendie. 